# Скакун Віталій Миколайович
Віта́лій Микола́йович Скаку́н (1991—2023) — український військовослужбовець, учасник російсько-української війни. Кавалер ордена «За мужність» III ступеня.

## Життєпис
Народився 1 вересня 1991 року в селі Шпотівка Конотопського району Сумської області. Після закінчення школи у Шпотівці, розпочав трудову діяльність в ТОВ «Вітчизна». Потім в Ніжині працював у ТОВ «Ніжинський консервний завод».
У часі війни з 19 лютого 2023 року — розвідник-навідник розвідувальної групи спеціального призначення. Пройшов військові навчання у Великій Британії, направлений у Житомир, звідти — до 71-ї бригади десантно-штурмових військ.
Загинув 11 вересня 2023 року в районі села Вербове, рятуючи побратима.
Похований у селі Шпотівка 27 квітня 2024 року.
Без Віталія лишились дружина Світлана Володимирівна; малолітній син і родина.

## Нагороди
- Орден «За мужність» III ступеня[4].

## Вшанування
5 серпня 2025 року в селі Шпотівка відкрито пам'ятну дошку.